# Dave Goelz
Dave Goelz (Los Angeles, 16 luglio 1946) è un designer e attore statunitense.
È un noto per aver lavorato per i Muppet e in particolare il suo personaggio principale: Gonzo. Tra gli altri suoi personaggi includono Dott. Bunsen Honeydew e Zoot, Beauregard e da Fraggle Rock Boober e lo zio Traveling Matt.

## Carriera
Goelz aveva interesse a per la figura teatrale, ma dopo il liceo, ha frequentato il College di Los Angeles Center of Design e ha iniziato a lavorare come designer industriale .
Mentre lavorava a tempo pieno per una società di elettronica, Goelz ha iniziato a dilettarsi con la costruzione di marionette.
Ha incontrato Frank Oz in un festival di figura teatrale nel 1972, e nel corso di una vacanza a New York. Pochi mesi dopo, Goelz ha mostrato il suo portafoglio di progettazione di Jim Henson, e nel 1973, gli è stato offerto un posto di lavoro con Henson Associates come un costruttore di marionette a tempo parziale. Il suo primo incarico è stato quello di costruire pupazzi ed effetti di progettazione per una proposta di spettacolo di Broadway. Tuttavia, lo spettacolo è stato presto abbandonato in favore di un pilota in onda su ABC, The Muppet Valentine Show, per la quale Goelz costruito alcuni personaggi ed ha anche eseguito e disegnato un personaggio di nome Brewster.
Al ritorno di Goelz in California, venne a sapere che era stato sostituito dal suo datore di lavoro di elettronica, in modo da aprire un negozio di creare pupazzi per video industriali. Otto mesi più tardi, nell'autunno del 1974, Henson gli offrì un posto a tempo pieno come un costruttore / progettista e interprete occasionale, pur permettendogli di mantenere i suoi clienti industriali. Tornato a New York, Goelz iniziato a lavorare su The Muppet Show: Sex and Violence, per il quale ha costruito il nuovo personaggio, Nigel.
Nel 1976, Goelz si è unito al resto della squadra Henson ed è volato a Londra con la troupe per cominciare il lavoro sul Muppet Show dove è stato promosso come "Performer Muppet Principale" con il ruolo di uno dei protagonisti, Gonzo. Il burattino aveva debuttato in The Great Santa Claus Switch, con il nome di Cigar Box Frackle.
Nella prima stagione del Muppet Show, Gonzo parlava con un tono depresso ad aveva un aspetto triste. Goelz, capì che il carattere del personaggio non funzionava, allora a partire dalla seconda stagione, Goelz fece evolvere il suo carattere facendolo diventare energico e sicuro di sé nell'affrontare le sue pazze imprese.